# Marco Galiazzo
Marco Galiazzo (ur. 7 maja 1983 roku) – włoski łucznik, trzykrotny medalista igrzysk olimpijskich, mistrz świata, brązowy medalista igrzysk europejskich, trzykrotny mistrz Europy.